# Wolne polowanie
Wolne polowanie – taktyka stosowana przez wojska lotnicze polegająca na locie małych grup nad terytorium wroga i samodzielnym wyszukiwaniu przez pilotów bombowców i myśliwców celów ataku, takich jak ostrzeliwanie i bombardowanie oddziałów przeciwnika na szosach, składów transportowych, magazynów na stacjach kolejowych, czołgów i baterii artyleryjskich.

W czasie II wojny światowej z taktyki wolnych polowań chętnie korzystali piloci niemieckiej Luftwaffe (Zahme Sau, Wilde Sau i bitwa o Anglię po okresie najintensywniejszych walk) i radzieckich Wojskowych Sił Powietrznych. Dowódca radzieckiej 9. Gwardyjskiej Dywizji Szturmowej (która w 1945 startowała z lotnisk w rejonie Oleśnicy) Siemion Aleksiejewicz Donczenko tak wspominał jedno z wolnych polowań na niemieckie cele: 

Czwórka «iljuszynów» prowadzona przez nawigatora 144-go gwardyjskiego pułku, starszego lejtnanta J. Bałabina, przy podejściu do obiektu ataku natknęła się na «messery». Zgranym ogniem strzelców i pilotów ataki «chudych» zostały odparte. Artyleria przeciwlotnicza z jakiegoś powodu milczała. W dole, na torach, krzątali się hitlerowcy. Chcieli przyśpieszyć odjazd ze stacji czterech, stojących pod parą, składów. Dwa z nich przygotowywano do wysłania, dwa inne już powoli toczyły się w kierunku wyjściowych zwrotnic. Starszy lejtnant J. Bałabin pierwszy zrzucił bomby... Grupa jeszcze prowadziła ataki szturmowe, a w kierunku stacji już leciały grupy prowadzone przez A. Rasnicowa i T. Kurijanowa. W końcu oprzytomniała artyleria przeciwlotnicza, otwierając ogień w kierunku wrogich szturmowików. Pociski wybuchały gęsto, blisko samolotów. (...) W momencie odejścia grupy znad celu, zza chmur wyskoczyły dwie pary «messerów» i «fokkerów». Ale pojawienie się myśliwców nie zaskoczyło strzelców. (...) Jeden z wrogich myśliwców zbliżył się do maszyny prowadzącego, ale strzelec, sierżant M. Junas, zdążył ostrzec pilota. Skręciwszy «iłem», dał on możliwość przywitania wroga celnym ogniem. Fw-190 zaczął dymić, wszedł w korkociąg i wbił się w leśny gąszcz.